# دیوید ماررو
 دیوید ماررو (انگلیسی: David Marrero؛ زاده ۸ آوریل ۱۹۸۰) یک تنیس‌باز اهل اسپانیا است.